# Station Auma
Station Auma is een station in  Auma in de gemeente Tynset in fylke Innlandet  in  Noorwegen. Het station, gelegen op bijna 500 meter hoogte, werd geopend in 1875. Het gebouw, een ontwerp van Peter Andreas Blix, werd ondanks het bijzondere karakter, wegens bouwvalligheid in 2008 gesloopt. Auma ligt aan  Rørosbanen. 